# Vitali Šerbo
Vitaly Venediktovič Šerbo (rus. Виталий Венедиктович Щербо, blr. Віталь Венядзіктавіч Шчэрба, Vital' Venjadziktavich Shcherba), rođen 13. januar 1972. u Minsku, Beloruska SSR, bivši je beloruski umetnički gimnastičar. Kao jedan od najuspešijih gimnastičara svih vremena, on je jedini muški gimnastičar koji je ikada osvojio svetsku titulu u svih 8 događaja (Pojedinačno sveukupno u 1993, timski 1991, pod 1994, 1995 i 1996, horizontalna greda 1994, paralelni razboj 1993 i 1995, konj sa hvataljkama 1992, prstenovi 1992, preskok 1993 i 1994). Bio je najuspešniji sportista na Letnjim olimpijskim igrama 1992. godine, pobedio je u 6 od osam događaja - ekipno, višenamenski, i 4 od 6 finalnih turnira.

## Detinjstvo i mladost
Šerba je u gimnastiku uvela majka kad je imao 7 godina. Treneri u njegovom lokalnom klubu omogućil su mu da bude upućen u državni internat za mlade sportiste, gde je nastavio da napreduje kao gimnastičar.

## Karijera
Njegovi prvi međunarodni nastupi bili su od 1990. do 1991. godine, kada se takmičio za tim SSSR-a na Svetskom šampionatu i Svetskom kupu. On je bio osvajač srebrne medalje na Svetskom prvenstvu 1991. godine, iza člana istog tima Grigorija Misutina; postigao je savršenih 10,0 u preskoku na Evropskom prvenstvu 1990. godine; i otvorio je Gudvil igre u Sijetlu. On je imao povremene nastupe nedoslednosti i dok su se približavale Olimpijske igre u Barseloni 1992, treneri ujedinjenog tima smatrali su da ima manje šanse za medalju u odnosu na iskusnije i pouzdanije pripadnike tima. U jednom od najdominantnijih nastupa u istoriji, Šerbo je osvojio šest od mogućih osam zlatnih medalja na Letnjim olimpijskim igrama 1992. u Barseloni. Njegova zlata su osvojena na timskom događaju, sveukupnom naticanju, konju sa hvataljkama, krugovima, preskoku i razboju. Samo su Majkl Felps i Mark Spic osvojili više zlatnih medalja na jednim Olimpijskim igrama, a samo su Felps i Erik Hajden osvojili jednak broj pojedinačnih zlatnih medalja (pet) na jednim Olimpijskim igrama.
Ubrzo nakon Olimpijskih igara 1992. godine, Šerbo se oženio svojom suprugom Irinom. Međutim, život u Šerbovoj rodnoj Belorusiji postajao je sve nemirniji, a njegova porodica često je bila pod udarom. Njihov stan je provaljen, pri čemu su mu ukradeni novac, dragocenosti i olimpijska memorabilija. Niko nije bio kod kuće tokom provale, a njegovih šest zlatnih medalja iz Barcelone bilo je bezbedno u kući njegove majke. Porodica se ubrzo nakon toga preselila u Sjedinjene Države, nastanivši se u Stejt Kolidžu, Pensilvanija. Taj potez omogućio im je da iskoriste Šerbov olimpijski uspeh. Njegovom olimpijskom trijumfu sledilo je osvajanje Svetske titule 1993. godine i američkih kupova 1993. i 1994. godine, kao i brojne medalje na pojedinačnim spravama.
Njegova supruga Irina 1996. imala je u užasnu saobraćajnu nesreću u kojoj je sklizla sa puta i udarila u drvo. Pretrpela je višestruke prelome rebara i karlice, pala je u komu, a unutrašnje povrede bile su toliko ozbiljne da su lekari rekli njenom mužu da ima samo 1 u 100 šansi da preživi. Šerbo je ostajao sa suprugom svaki dan i naglo je prekinuo treniranje. Dobio je 15 kilograma i počeo da zloupotrebljava alkohol. Nakon jednog meseca Irina se konačno probudila iz kome i insistirala na tome da njen suprug nastavi sa treninzima za predstojeću olimpijsku sezonu. Dok je njegova supruga prolazila kroz čudesni oporavak, Šerbo je slično tome počeo da povraća vrhunsku fizičku kondiciju osvajajući još jednu svetsku titulu 1996. godine. Na Letnjim olimpijskim igrama 1996.< u Atlanti, njegovi nastupi su odražavali njegov nedostatak vremena za pripreme zbog nesreće njegove supruge i nedavne operacije ramena. Njegovi nastupi bili su narušeni netipičnim greškama, a zlatne medalje zbog kojih je bio tako poznat nisu više bile u njegovom dosegu. Iako je Šerbo bio očigledno razočaran i frustriran zbog svoje nesposobnosti da osvoji zlato, on je bio miljenik publike, koja je jasno gledala na njegove četiri bronzane medalje kao impresivan trijumf nakon turbulentne godine. Njegova popularnost je isto tako bila potvrđena kada je na gala recepciji nakon takmičenja dobio bučan prijem od publike. Šerbo je planirao da se takmiči na Svetskom prvenstvu 1997. godine, ali je prelomio ruku u nesreći s motorciklom i nakon toga se povukao.

## Navodno silovanje
U oktobru 2017, bivša sovjetska gimnastičarka Tatijana Gutsu optužila je Vitalija za silovanje kad joj je bilo 15. godina.

## Istoimene veštine
Šerbo (preskok) - preskok Jurčenkovog stila definisan je po svom jedinstvenom unosu, tačnije potpunim zavojem unutar prevtanja preko glave između odskočne daske i preskočnog konja.